# Брескело
Брескело (итал. Brescello) је насеље у Италији у округу Ређо Емилија, региону Емилија-Ромања.
Према процени из 2011. у насељу је живело 2839 становника. Насеље се налази на надморској висини од 23 м.

## Становништво
| 1931. | 1936. | 1951. | 1961. | 1971. | 1981. | 1991. | 2001. | 2011. |
| ----- | ----- | ----- | ----- | ----- | ----- | ----- | ----- | ----- |
| 5.138 | 5.169 | 4.896 | 4.470 | 4.344 | 4.455 | 4.558 | 4.817 | 5.546 |